# Часничниця звичайна
Часничниця звичайна, землянка звичайна (Pelobates fuscus) — вид земноводних родини часничницевих (Pelobatidae). Європейський вид. Типовий мешканець різноманітних біотопів із пухкими, переважно піщаними, ґрунтами. Вид занесений до Бернської конвенції та ряду інших природоохоронних документів. Отруйна амфібія.

## Етимологія
Інші назви: земляна жаба, земляна жабка, часникова жаба, часникова жабка, жабка бура, землянка звичайна.

## Опис

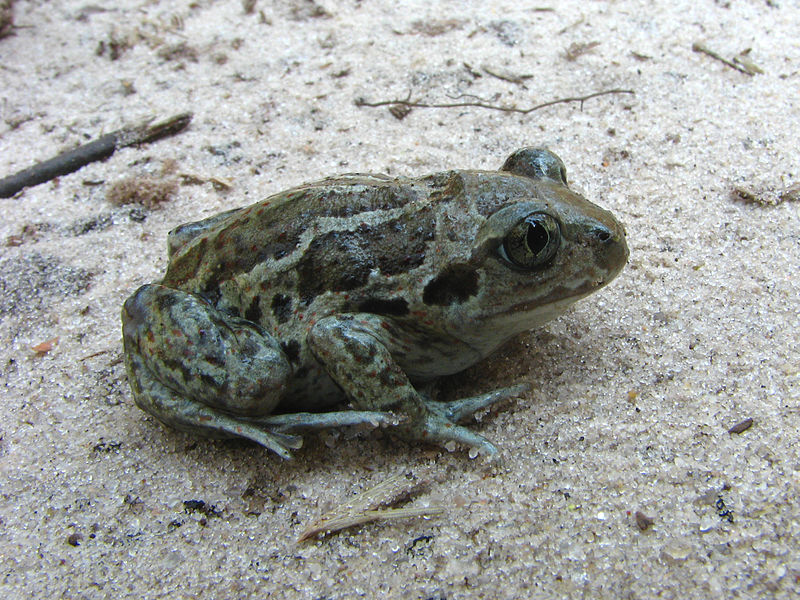
Часничниця звичайна

Тварини середніх розмірів, довжина тіла дорослих 40—80 мм, міжочний простір зверху виразно опуклий, внутрішній п'ятковий горб великий і зазвичай світло-жовтуватого забарвлення, зіниця вертикальна, шкіра гладка. Тіло коренасте, голова тупа, ноги короткі. Лоб між очима випуклий. У забарвленні спинного боку тіла переважають зеленкуваті або зеленкувато-коричневі тони з темнішими симетричними ділянками-смугами уздовж світлої серединної частини спини.
На спині часто є також окремі дрібні червоні крапки, черевний бік світло-сірий, найчастіше без візерунка або з окремими дрібними плямами. На задніх кінцівках доволі добре розвинені плавальні перетинки. Статевий диморфізм виявлений у дещо коротших та потовщених передраменах самців та в їхніх дрібніших розмірах порівняно з самицями.
Матеріали з мінливості зовнішньоморфологічних ознак у межах України фрагментарні й обмежені описом розмірних характеристик цих тварин у Криму та в Карпатах.
Дослідження в інших ділянках поширення свідчать, що землянкам може бути притаманна мінливість у розмірах тіла залежно від типу біотопів. Наприклад, довжина тіла землянок, що живуть на відкритих просторах (луки, поля) у Московській, Калузькій та Рязанській областях, коливається в межах 35—40 мм, а в лісових насадженнях (сосняки) — 40—50 мм. З іншого боку, виявлена позитивна залежність темпів росту від щорічної середньомісячної кількості опадів.

## Сезонна активність
Пробудження після зимової сплячки розпочинається із встановленням денних температур 12—18 °С, і в південній та південно-західній частинах України цих тварин відзначали вже на початку березня — квітні. У сезон розмноження землянки можуть бути активні вдень, але по закінченні сезону переходять на нічну активність.
Головними факторами, що впливають на її активність є вологість повітря та температура, особливо вологість приземного шару повітря та його температура. При температурі нижче 10 °C землянки часто залишаються у сховищах. Звичайно ж у літній період активні з 22.00—23.00 і до 2.30—3.30 годин, після чого закопуються в ґрунт на глибину 10—15 см.
Землянкам властива певна здатність до терморегуляції. Так, температура тіла може бути на 1—5 °С вище температури ґрунту (якщо остання нижче 15 °C) або на 2—7 °С нижче (якщо остання вище 20 °C).
Однією з цікавих здатностей цих тварин є їхнє вміння швидко закопуватися в ґрунт (на глибину 1 м і більше), використовуючи при цьому великі лопатоподібні п'яткові горби на задніх кінцівках. Для сховищ вони можуть використовувати нори гризунів, листову підстилку, лежачі дерева тощо, хоча частіше просто зариваються в пісок. На поверхню виходять вночі, і відстань від сховищ до місць полювання зазвичай не перевищує 20—30 м.
Відхід на зимівлю відбувається у вересні або навіть у листопаді й залежить від температури повітря (близько 9 °C). У східних ділянках свого ареалу (Росія, Волзько-Камський край) період активності триває 128—170 днів. Зимують у ґрунті, при цьому можуть перебувати на глибині до 2 м.

## Розмноження
Для розмноження землянки займають різноманітні водойми, у тому числі іноді й сильно забруднені, хоча віддають перевагу воді з низькою мінералізацією, відсутністю нітратів та з слабколужною реакцією.
В Українському Поліссі парування та відкладання ікри починається із встановленням температури води 9—14 °С. У Карпатському регіоні чисельне співвідношення статей (n = 34) становить 41 % самців і 59 % самиць. У північніших ділянках ареалу на території Росії самиці становлять 31,8 % чисельності, хоча є дані про те, що тварини цієї статі можуть істотно переважати в популяціях — до 70—80 % (Московська, Калузька та Рязанська області Росії).
Самці видають шлюбні крики, перебуваючи під водою. Самиці відкладають ікру у вигляді грубих шнурів найчастіше на водяні рослини, число ікринок у кладці від 1 до 2 та більше тисяч, при цьому відзначається позитивна залежність між розмірами самиць та величиною кладки. Ембріогенез триває 5—11 діб. Вилуплені пуголовки перші дні тримаються біля дна, а згодом — у товщі води або біля поверхні. У личинок кількість рядів рогових зубів змінюється з перебігом розвитку і може бути представлена різними варіантами, у тому числі 1: 3 + 3/3 + 3 : 2 або 1: 4 + 4/4 + 4 : 1.
Личинки повністю завершують метаморфоз на 84-й день у лабораторних умовах, але підвищення щільності утримування личинок викликає скорочення строків розвитку до 65 днів. Період личинкового розвитку в природних умовах триває 56—110 діб, метаморфоз відбувається в середині літа або навіть у вересні. У Степовому Придніпров'ї масовий вихід цьоголітків відзначали в середині липня. Личинки, що не встигли завершити метаморфоз, можуть зимувати на цій стадії, і в такому випадку закінчення метаморфозу припадає на травень або червень наступного року.
Характерною особливістю цих тварин є велика різниця між розмірами личинок (перед метаморфозом 170—220 мм) та цьоголітків (відразу після метаморфозу приблизно 10—30 мм; статева зрілість настає по досягненні довжини тіла дещо понад 40 мм на третьому році). В інших ділянках ареалу (Західна Європа) статевої зрілості ці амфібії досягають у віці від 2 до 5 років при тривалості життя у природі від 3 до 16 років (середній вік самиць коливається від 7,9 до 8,3 років, самців — від 5,9 до 10,2).

## Живлення
Характерною особливістю живлення на личинковій стадії є використання рослинних кормів на початкових етапах розвитку (в основному діатомові, зелені, синьо-зелені водорості), та тваринних (зоопланктон, мікробентос) наприкінці водної стадії. Іноді поїдають інших пуголовків. Є відомості, що личинки землянок живляться в основному в темні години доби.
У живленні дорослих переважають жуки (Carabidae), напівтвердокрилі (Hemiptera), двокрилі (Diptera), мурашки (Formicoidea) та ін. Для землянок характерний активний пошук здобичі, під час якого вони обслідують доволі великі ділянки — до 200 м² і більше. При порівнянні живлення землянки і почасти екологічно близької до неї зеленої ропухи (Bufo viridis), виявляється їхня схожість (Саратовська обл., Росія), але ропухи при цьому споживають більше дорослих двокрилих, а землянки — їхніх личинок і, крім того, P. fuscus є, імовірно, більшою мірою спеціалізованим видом. Останнє підтверджується й при порівнянні живлення землянки з озерною (Pelophylax ridibundus) та гостромордою (Rana arvalis) жабами.
Землянкам властива досить широка трофічна ніша, й при цьому комахи в її раціоні представляють близько 58,8 %. Існує суттєва залежність між розмірами здобичі та розмірами тіла землянок. Дослідження живлення землянок, райки звичайної (Hyla arborea) та зелених жаб комплексу Pelophylax esculentus в Північній Італії показало, що для перших характерна найбільш спеціалізована дієта, і в її живленні міститься до 72,3 % Coleoptera (для порівняння: у райок цей об'єкт був присутнім у 14,8 % випадків, у жаб — в 16,5 %).
Перекривання ніш живлення в землянки з квакшею становило 0,409 (коефіцієнт змінюється від 0 при повному неперекриванні до 1 при повному перекриванні), у землянки й жаб — 0,516. У східних ділянках ареалу (Росія, Поволжя) перекривання трофічних ніш у землянки з іншими амфібіями (зеленою ропухою та гостромордою жабою) суттєво вище. Так, частка спільних живильних ресурсів землянки з зеленою ропухою становить 82,4 %, а з гостромордою жабою — 88,9 %.

## Вороги, небезпечні фактори
Серед природних ворогів відзначені представники усіх груп тварин. Так, землянок виявляли при аналізі живлення риб (щука, окунь), інших земноводних (озерна та ставкова жаби), плазунів (водяний та звичайний вужі, степова гадюка), птахів (сіра ворона, сорока, фазан, біла та сіра чаплі та ін.) та ссавців (видра, ласка, лисиця і ін.). З антропогенних факторів, що справляють негативний вплив на стан популяцій цього виду, перш за все вказують на забруднення водойм та ґрунту промисловими відходами і трансформацію біотопів, у яких живуть землянки.
Часничниця дуже чутлива до якості води та структури ґрунтів. Негативно на популяції часничниці впливають урбанізація, рекреація, випасання худоби на луках. У зонах, забруднених стічними водами хімічних та металургійних підприємств у Дніпропетровській області, цей вид відсутній повністю в межах 500—600 м, при віддаленні від таких зон на 800—1000 м чисельність становить 0,01 ос./м², а в однотипних незабруднених біотопах—1,0 ос./м². З другого боку, у Бєлгородській області (Росія) землянки поряд з деякими іншими безхвостими земноводними освоїли відстійники цукрових заводів, де вода відзначається підвищеною твердістю та вмістом нітритів.
Крім того, деякі зміни (наприклад, прокладка просік у лісонасадженнях, іригаційні роботи тощо), можуть сприяти проникненню цих тварин у нові місця проживання.

## Охорона
Стан більшості природних популяцій виду в межах ареалу залишається більш-менш стабільним. Саме тому він, згідно Червоного списку МСОП, отримав охоронний статус «відносно благополучний вид». Але в окремих регіонах спостерігається тенденція до зниження чисельності популяції виду. Тому часничниця звичайна занесена до Додатку ІІ Бернської конвенції (охоронна категорія: вид потребує особливої охорони) та Додатку IV Директиви Європейського Союзу 92/43/ЄС «Про збереження природних оселищ та видів природної фауни і флори» (охоронна категорія: види, які потребують суворої охорони). Вид також занесений до ряду національних і регіональних Червоних книг/списків країн Європи.

## Систематика

### Види-двійники
Часничниця звичайна є надвидом, який включає два, найімовірніше, алопатричні види:
- власне землянку європейську Pelobates fuscus s. str. (західна форма "часничниці звичайної")
- землянку азійську Pelobates vespertinus (східна форма "часничниці звичайної").

Наявність цих двох форм з'ясована протягом 2000—2003 рр. завдяки порівняльно-генетичним дослідженням, зокрема оцінкам розміру геному. Обидві форми (аловиди) присутні у фауні України. Цій проблематиці присвячена велика кількість публікацій останніх  років